# Hemicyclops magnus
Hemicyclops magnus is een eenoogkreeftjessoort uit de familie van de Clausidiidae. De wetenschappelijke naam van de soort is voor het eerst geldig gepubliceerd in 2009 door Kim I.H..